# IC 5154
IC 5154 ist eine irreguläre Galaxie vom Hubble-Typ Irr im Sternbild Indianer am Südsternhimmel und ist etwa 141 Millionen Lichtjahre von der Milchstraße entfernt. 
Das Objekt wurde am 21. August 1900 von dem Astronomen DeLisle Stewart entdeckt.